# High-speed downlink packet access
High-speed downlink packet access of HSDPA is een protocol voor de mobiele telefoon. Het wordt ook wel 3.5G (of "3½G", òf 3G+) genoemd. HSDPA is een pakketgeschakelde communicatiedienst met een transmissiesnelheid tot 10 keer de UMTS-snelheid van 384 kbit/s. Beter dan UMTS moet dit mobiel internet breedbandig maken ('mobiel breedband'). De maximale snelheid van HSDPA is ongeveer 1/10 van de maximale snelheid van een kabel- of een ADSL-verbinding.
De volgende stap in de ontwikkeling van mobiele dataverbindingen is 4G, ook wel LTE 3GPP genoemd, wat staat voor Long Term Evolution. Deze ontwikkeling maakt het mogelijk om snelheden van tussen de 20 en 326 Mbit/s te behalen. Testen van Ericsson hebben zelfs al een theoretische snelheid weten te behalen van 1Gbps. Deze snelheid was echter alleen een proof of concept en zou nog niet direct beschikbaar worden.
Op een smartphone wordt de ontvangst van een HSDPA-netwerk vaak aangeduid met een H in de statusbalk.

## Situatie in Nederland
Op 18 april 2006 startte T-Mobile Nederland als eerste operator in Nederland met het aanbieden van deze dienst. Op 2 oktober 2006 volgde Vodafone. Ook KPN is met deze dienst gestart en had per 1 februari 2008 nagenoeg volledige dekking van Nederland, evenals Vodafone en T-Mobile.
Sinds 2008 bieden alle providers in Nederland HSDPA-verbindingen met snelheden van 14,4 of 28,8 Mbit/s.

## Situatie in België
In 2006 lanceerde Proximus HSDPA, het liet theoretische maximumsnelheden toe tot 3,2 Mbps. In 2007 werd de snelheid gevoelig opgetrokken tot maximaal 7,2 Mbps. In datzelfde jaar werd HSUPA geïntroduceerd, dat laat snelheden tot 2 Mbps toe. De dekking van HSDPA is dezelfde als die van UMTS.
Mobistar lanceerde in februari 2006 HSDPA met, net zoals bij Proximus, een downloadsnelheid van 1,8 Mbps. Het bedrijf heeft sinds 2008 een HSPA-dekking van 80%, tegen het eind van 2009 zou deze dekking 87% moeten bedragen. De maximale downloadsnelheid bedraagt 7,2 Mbps terwijl de maximum uploadsnelheid 1,4 Mbps bedraagt.
BASE lanceerde in 2011 3G (UMTS & HSDPA) in Antwerpen en Gent; Sindsdien heeft Base in andere gebieden 3G uitgerold. Vooral Vlaanderen heeft een vrij goede 3G-dekking. Verder heeft Base recent de snelheid opgeschroefd. In sommige gebieden is het mogelijk de theoretische snelheid van 14,4 Mbps te behalen. Base heeft zijn dekking ook in kaart gebracht. Sinds kort biedt Base ook Dual Carrier HSDPA aan, waarmee de theoretische maximumsnelheid verdubbeld kan worden indien de gebruikte ontvanger deze netwerktechniek ondersteunt. Antwerpen, Namen, Luik, Gent, Brussel en Charleroi kunnen sinds maart 2013 genieten van deze verhoogde snelheid. Verder zijn er ook negentien kleinere steden met DC-HSDPA.